# ISO 3166-2:MP
ISO 3166-2:MP――この記事は、ISOの3166-2規格の内、MPで始まるものを示すものでアメリカ合衆国の海外領土(属領)である北マリアナ諸島を表している。そして北マリアナ諸島の地域ごとの行政区画コードは存在しない。
なお、アメリカ合衆国のISO 3166-2:USに北マリアナ諸島が割り当てられておりその行政区画コードはUS-MPである。